# Цирк уродов (фильм)
«Цирк уродов» (англ. Freak Show) — американская независимая комедийная драма режиссёра Труди Стайлер. Фильм основан на одноимённом произведении писателя Джеймса Сент-Джеймса. Премьера состоялась 13 февраля 2017 года на Берлинском кинофестивале. В главных ролях снимались Алекс Лоутер, Эбигейл Бреслин, Аннасофия Робб и Бетт Мидлер.

## Сюжет
Эксцентричный подросток Билли Блум (Алекс Лоутер) переезжает на один учебный семестр в крайне консервативную школу в одном из так называемых «красных штатов». Отношения с одноклассниками у него не задаются с самого начала, так как они удивлены тем фактом, что Билли носит женскую одежду. Единственными людьми, приветливо относящимися к парню, оказываются звезда футбола (Иэн Нельсон) и болтливая школьница (Анна-София Робб). При этом Билли наживает себе многочисленных врагов в лице Линнет (Эбигейл Бреслин) и её подруг. Билли решает окончательно всех шокировать, приняв участие в конкурсе «Королева школы».

## В ролях
- Алекс Лоутер — Билли Блум, новый ученик в школе[5]
- Эбигейл Бреслин — Линнет Франц, главная соперница Билли[6][7]
- Аннасофия Робб — Blah Blah Blah/Мэри Джейн[8]
- Бетт Мидлер — мать Билли Мав, актриса[8]
- Иэн Нельсон — друг Билли, Марк «Флип» Келли[8]
- Лоррейн Туссен — Флосси, няня Билли[8]
- Лаверна Кокс — репортёр Фелиция[6]
- Селия Уэстон — Флоренс
- Ларри Пайн — отец Билли, имеющий проблемы с алкоголем[6]
- Джон МакИнрой — школьный тренер Картер
- Мики Самнер — доктор Вероника Викерс
- Уилла Фицджералд — Тиффани
- Уолден Хадсон — Биб Оберман

## История создания
2 октября 2015 года было анонсировано, что Труди Стайлер снимет свой первый полнометражный фильм по рассказу Джеймса Сент-Джеймса «Цирк уродов». Стало известно, что Дрю Бэрримор займёт пост продюсера фильма.
Съёмки начались 27 октября 2015 в Нью-Йорке. Музыкальное сопровождение к фильму написал музыкант Дэн Ромер.

## Выпуск
Сразу после премьеры на Берлинском кинофестивале в 2017 году компания IFC Films купила права на показ фильма в США. Релиз состоялся 12 января 2018.

## Критика
На сайте Rotten Tomatoes фильм получил рейтинг 51%, на основании 37 рецензий, и средний балл 5.51 из 10. Критический консенсус на сайте гласит: ««Цирк уродов» пытается захватывающей игрой актёров и очевидно благими намерениями прикрыть банальный сюжет и недостатки режиссуры - чего некоторым зрителям оказывается вполне достаточно».
На сайте Metacritic фильм набрал 54 балла из 100, основанный на 8 отзывах, что указывает на «смешанные или средние отзывы».